# 965
965 (CMLXV) je bilo navadno leto, ki se je po julijanskem koledarju začelo na nedeljo.

## Dogodki
- 1. januar

## Rojstva
- Boleslav III., češki vojvoda († 1037)
- Ibn al-Haitam, arabski matematik, fizik, učenjak († 1041)